# أودري إيغل
أودري إيغل (بالإنجليزية: Audrey Eagle)‏ هي رسامة وكاتِبة نيوزيلندية، ولدت في 1925.